# 꽃새우
꽃새우(학명: Trachysalambria curvirostris)는 보리새우과의 절지동물이다.

## 분포
모래나 진흙이 많은 바닥 위 10~300m 깊이에서 산다.

## 설명
꽃새우는 작은 새우로 수컷의 몸길이는 최대 81mm, 암컷의 몸길이는 105mm에 이른다. 주둥이는 직선이거나 위쪽으로 약간 구부러져 있으며 등쪽에 7~11개의 이빨이 있다.